# Stinný potok
Stinný potok, v Německu Grenzbach (Hraniční potok), je vodní tok pramenící na svahu Hraničního vrchu v Mikulášovicích. V Německu východně od Saupsdorfu ústí do Räumichtbachu.

## Průběh toku
Stinný potok pramení na jižním svahu Hraničního vrchu ve Šluknovské pahorkatině na jižním okraji katastrálního území obce Mikulášovice. Pramen se nachází v nadmořské výšce přibližně 440 m a je obklopen porostem údolního jasanovo-olšového luhu. Délka vodního toku na českém území je uváděna 466 m. Potok teče přibližně 100 m na jihozápad ke státní hranici a poté pokračuje západním směrem po česko-německé státní hranici. Tu opouští v místě, kde přes něj přechází turistická stezka zvaná Dr.-Alfred-Meiche-Weg, pojmenovaná dle sebnitzského vlastivědce Alfreda Meicheho. Tok dále pokračuje jihozápadním směrem a po přibližně 500 m ústí zleva do Räumichtbachu. Nedaleko ústí přibírá zleva bezejmenný kratší přítok a poté zprava Údolní potok (Talbach či Antonithalbach), který pramení na západním svahu Hraničního vrchu. Na českém území protéká Stinný potok chráněnou krajinnou oblastí Labské pískovce a na německém území chráněnou krajinnou oblastí Saské Švýcarsko. Podloží tvoří především lužický granodiorit, který podél toku překrývají deluviální hlinitokamenité sedimenty.

## Galerie

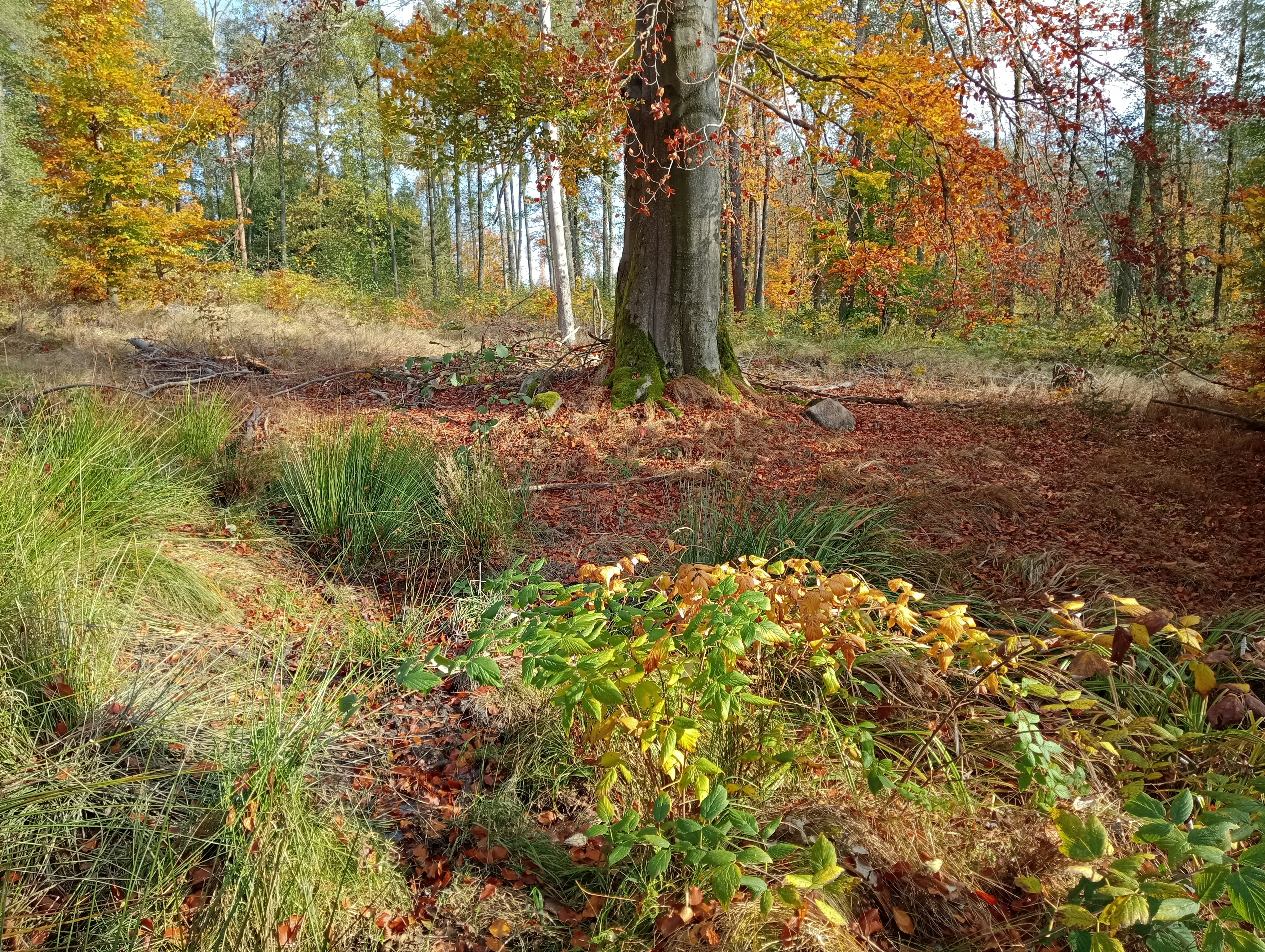
Pramen Stinného potoka
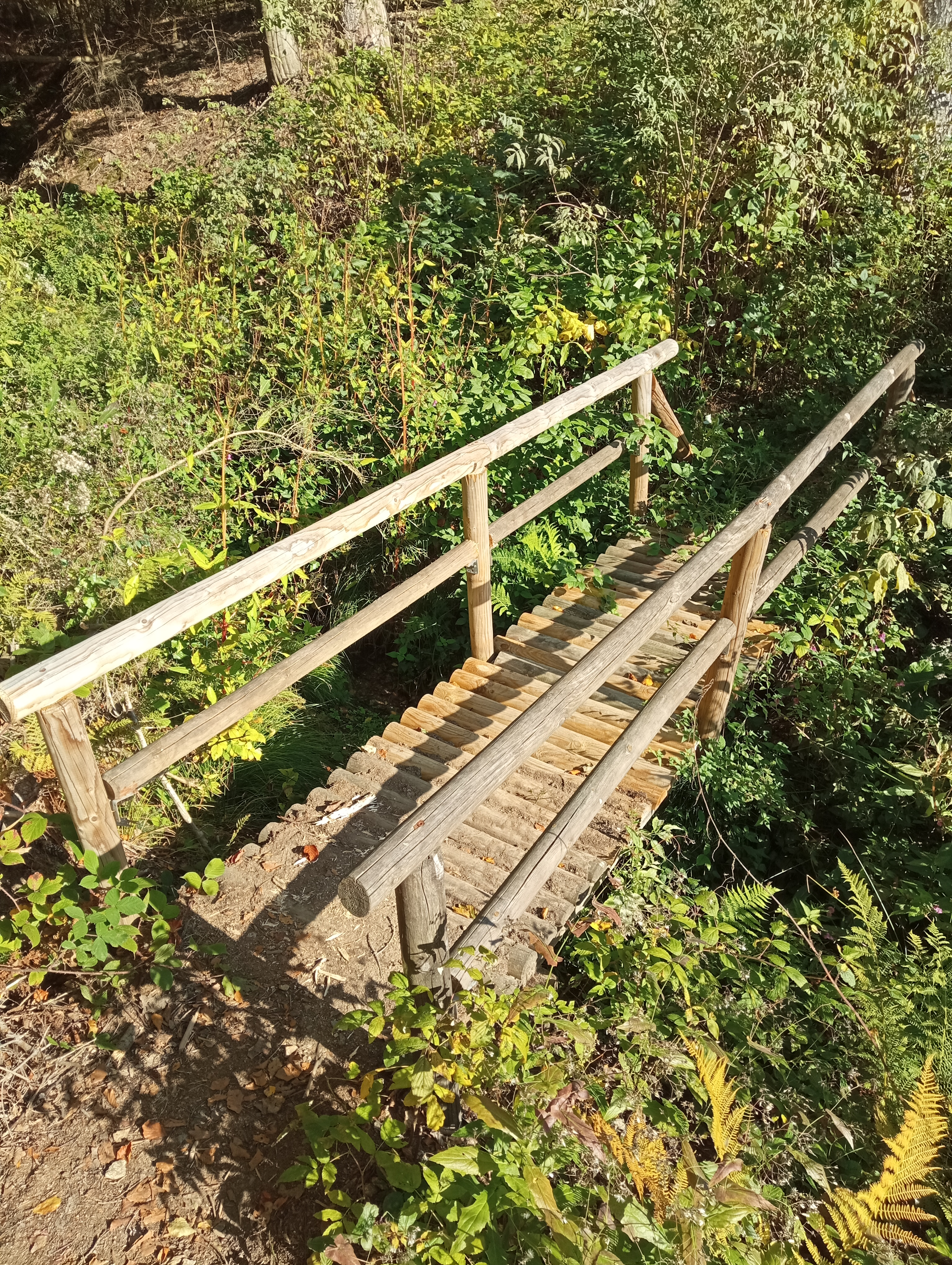
Most přes Stinný potok na turistické stezce
Živec z koryta potoka
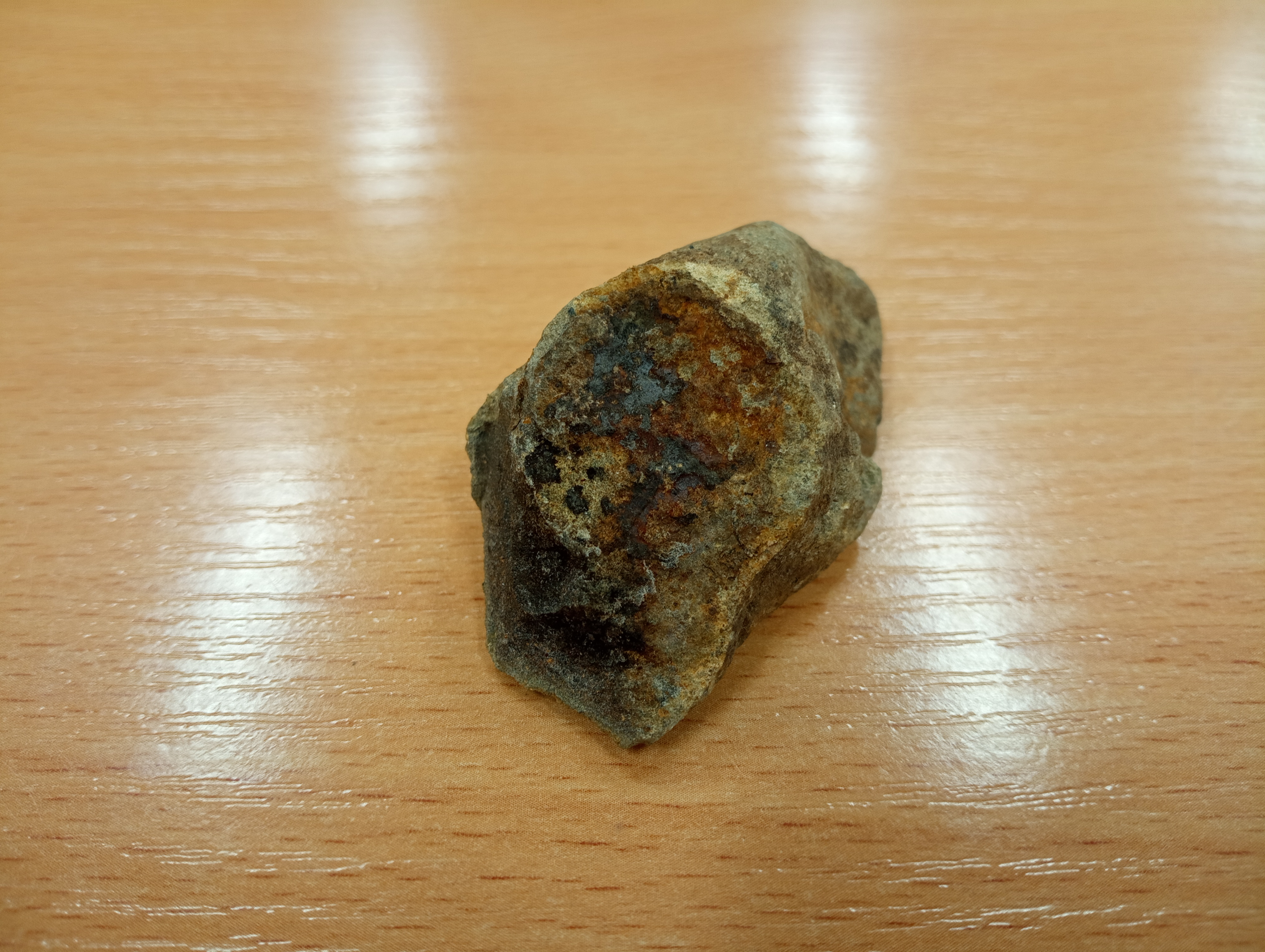
Bazaltoid z koryta potoka